# Голдер, Дуг
Дуглас Джеймс (Дуг) Голдер (англ. Douglas James (Doug) Golder, 1 февраля 1948) — австралийский хоккеист (хоккей на траве), полевой игрок. Серебряный призёр летних Олимпийских игр 1976 года.

## Биография
Дуг Голдер родился 1 февраля 1948 года.
В 1976 году вошёл в состав сборной Австралии по хоккею на траве на Олимпийских играх в Монреале и завоевал серебряную медаль. Играл в поле, провёл 4 матча, мячей не забивал.